# اوکلند (نیوزیلند)
اوکلند (به انگلیسی: Auckland) پرجمعیت‌ترین شهر در کشور نیوزیلند است و پایتخت این کشور ولینگتون می‌باشد. جمعیت اوکلند با احتساب حومه بیش از یک‌میلیون و هفتصد‌هزار نفر است. طبق سرشماری ژوئن ۲۰۲۲ ، جمعیت خود شهر اوکلند حدود  ۱٬۴۴۰٬۳۰۰ نفر است. ماناکائو، نورت شور و وایتاکری از حومه‌های مهم شهر اوکلند هستند که هر یک به تنهایی جز پر جمعیت‌ترین شهرهای نیوزیلند هستند.
بیشتر ایرانیان مقیم نیوزیلند در این شهر اقامت دارند. در کل تعداد مهاجرهای خارجی در اوکلند بیشتر از سایر شهرهای نیوزیلند است. در این شهر زیبا بیشترین میزان مردمانی از تبار پلی‌نزیایی (بومیان جزایری در اقیانوس آرام مانند جزایر ماریانس، گوام، فیلیپین، هاوایی و حتی جزایر مارشال) نسبت به بقیه نقاط جهان زندگی می‌کنند.
شهر اوکلند دارای بزرگترین بندر در نیم‌کره جنوبی است. این شهر بالاترین سرانه قایق‌های بادبانی در جهان را داراست و یکی از امن‌ترین شهرهای جهان است.

## تاریخ

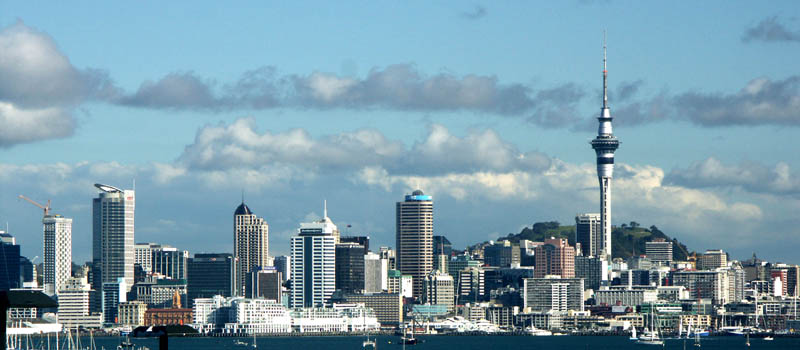

قبل از اینکه اروپاییان (اغلب انگلیسی‌ها) در اوایل قرن ۱۹ مهاجرت به نقاط مختلف زلاندنو را آغاز کنند جمعیت مائوری‌ها در این شهر به حدود ۲۰ هزار نفر می‌رسید.
اروپاییان با ورودشان سیاست جنگ با بومیان را در پیش گرفتند و به وسیله اسلحه‌های گرم خود تلفات سنگینی به بومیان وارد کردند ولی نتیجه‌ای از این سیاست نگرفتند. تا اینکه فردی به نام جوزف بروکز ولر در ژانویه ۱۸۳۲ با خرید مناطق زیادی از مرکز و شمال ناحیه آوکلند و ایجاد کارخانه‌های ساخت مواد منفجره عملاً باعث تقویت بیشتر استعمار و تضعیف مائوری‌ها شد.
سرانجام در فوریه ۱۸۴۰ میلادی قراردادی میان مائوری‌ها و فرماندار جدید نظامیان بریتانیایی ویلیام هابسون امضا شد. بر طبق قرارداد نه تنها آوکلند که به تدریج تا سال ۱۸۷۶ سرتاسر خاک ۲ جزیره شمالی و جنوبی نیوزلند تحت تسلط دولت مرکزی تحت حمایت بریتانیا قرار گرفت. (البته نیوزیلند از آغاز یعنی ۱۸۴۰ از یک خودمختاری نسبی سود می‌برد و به مانند بقیه مستعمرات بریتانیا تحت تسلط کامل این کشور نبود)

## آب و هوا

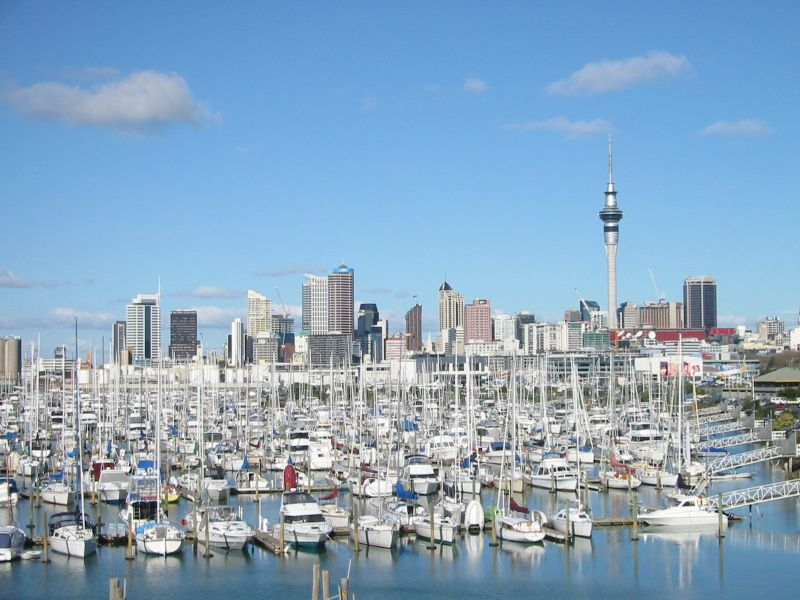
نمایی از اوکلند مرکزی، نیوزلند که توسط جوزف واتکینز گرفته شده است

آوکلند دارای اب و هوای معتدل و بسیار خوبی می‌باشد
میانگین دما در این شهر بین ۱۲ تا ۱۹ درجه سانتیگراد می‌باشد
گرمترین ماه‌های سال ۲ ماه ابتدای تابستان یعنی ژانویه و فوریه با میانگین ۲۳ درجه و سردترین ماه‌های سال ۲ ماه ابتدایی زمستان یعنی ماه‌های ژوئیه و اوت با ۷ درجه سانتی گراد می‌باشد
میانگین بارش در این شهر سالیانه ۱۲۴۰ میلی‌متر می‌باشد.
پربارش‌ترین ماه سال ژوئیه با ۱۴۶ میلی‌متر و کم‌بارش‌ترین ماه سال فوریه با ۶۵ میلی‌متر است.
از جمله پدیده های مشهور طبیعی در ارتباط با آکلند عدم بارش برف در این شهر است چرا که در سرتاسر نیوزلند،  همه شهرها بارش سالانه برف را دارند.

## شهر نشینی
سیستم اداره آکلند همانند سایر شهرهای نیوزلند بر اساس سیستم مدیریتی بریتانیایی است و هم اکنون که حزب کارگر نیوزیلند روی کار است، عواید و سیاست های مالی بیشتر متمایل به قشر کارگر است تا سرمایه داران. جمعیت آکلند بیشتر از شهرهای دیگر به طور چشمگیری رو به افزایش است. همچنین، ساخت و ساز بیشتر رفته رفته دسترسی به حومه ها را آسان تر کرده و دامنه ی شهری و مناطق مسکونی رو به افزایش است. در آکلند، در هر ناحیه مسکونی یک نیمه شهرک تفکیک شده از آن منطقه به منظور تجاری تولیدی استفاده می شود که این مورد از کاهش یا سقوط ارزش مناطق مسکونی جلوگیری میکند.
پل هاربر (harbour bridge) به طول ۱.۰۲۰ متر و ۴۳ متر مرتفع از سطح دریا مرکز شهر را به حومه نورث شور وصل میکند. به منظور کاهش حجم ترافیک، ماشین آلات سنگینی دو بار در شبانه روز بتن های بلوکی را بین لاین ها جا به جا می کنند تا حجم سنگین تر بزرگراه یک تا سه لاین اضافه جهت تردد داشته باشد.

## جاذبه‌ های گردشگری
ناحیه اوکلند با دارا بودن جاذبه‌های گردشگری متنوع، هر ساله گردشگران بسیاری را به خود جذب می‌کند.

### برج آسمان (Sky Tower)
برج آسمان اوکلند یا شهر آسمان با ارتفاع ۳۲۸ متری، به عنوان بلندترین بنای ساختمانی این شهر و نماد این شهر می‌باشد. به شعاع ۱۰ چهارراه بزرگ و چندین خیابان شلوغ مرکزی ترین نقطه شهر، شهر آسمان (Sky City) گفته می شود که شامل بیش از ده برج بلند بانکها و شرکت های بزرگ است.

برای ساخت این برج، حدود ۲۰۰۰ تن تیرآهن، ۶۶۰ مصالح آهنی و ۱۵۰۰۰ متر مربع بتن مورد استفاده قرار گرفته است. این مصالح علاوه بر ساختار قوی و مقاوم، به طراحی زیبا و منحصر به فرد این برج نیز کمک کرده‌اند. برج آسمان اوکلند به لحاظ معماری و فناوری، حرف‌های زیادی برای گفتن دارد.

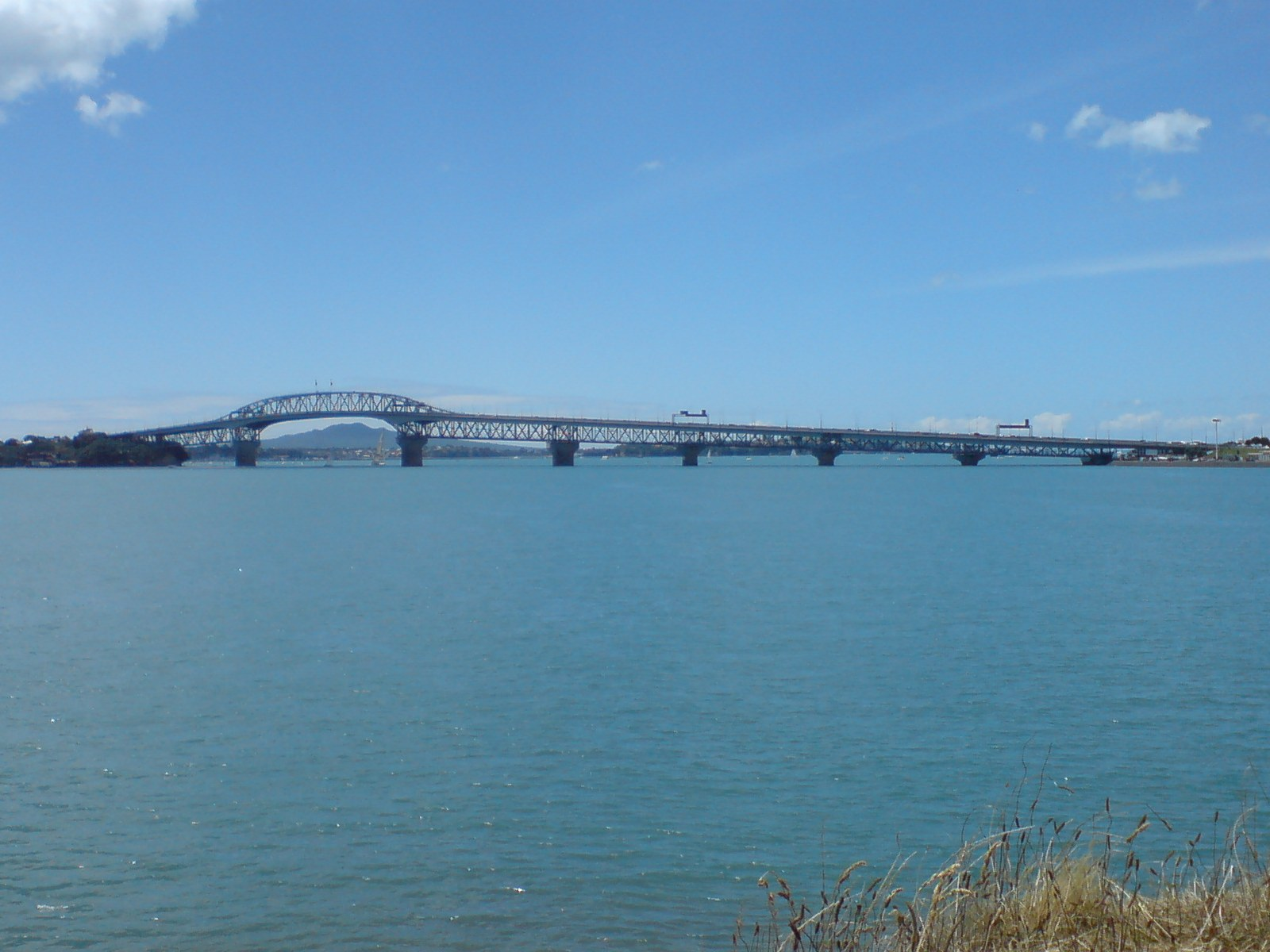

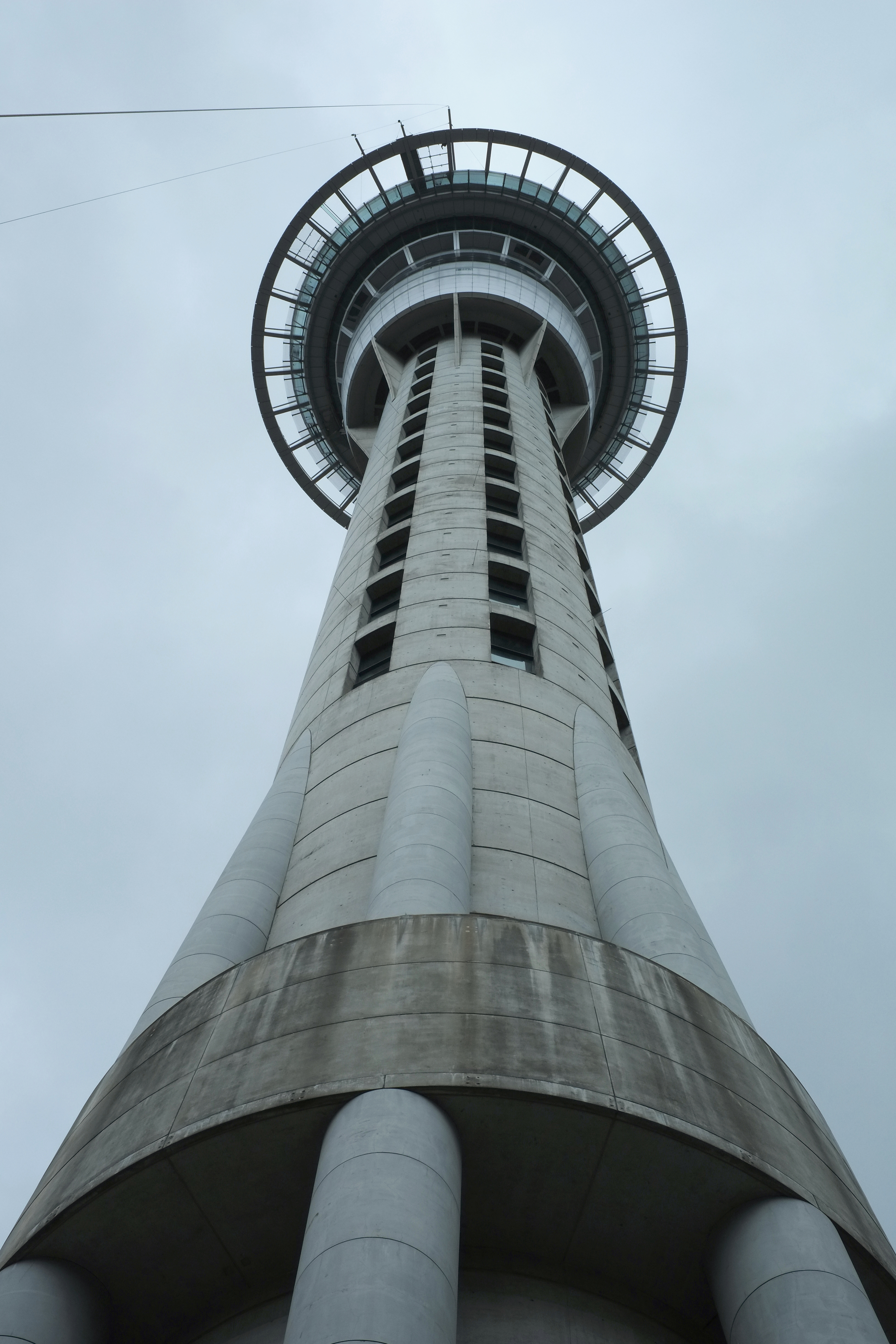

## نواحی
ناحیه «کری لین» یکی از مرغوب‌ترین نواحی شهر آوکلند است.

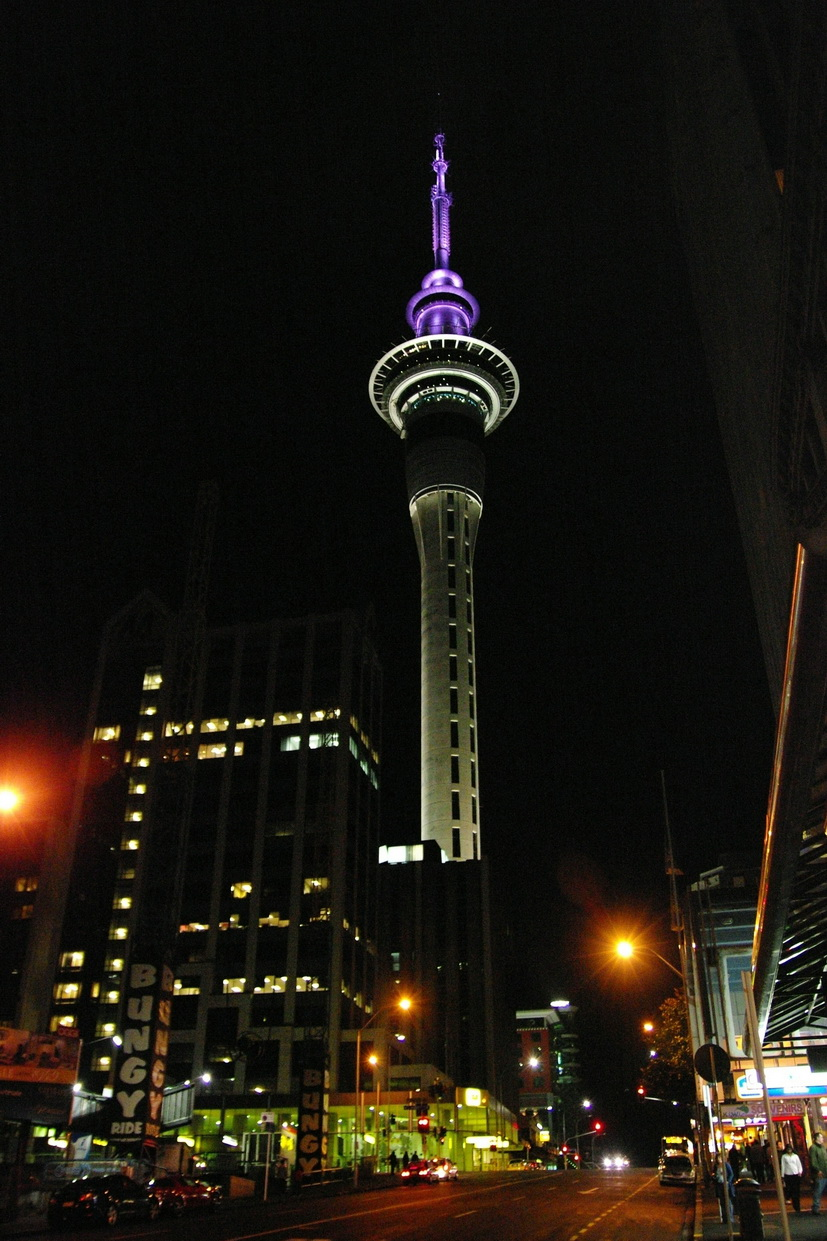